# 江高镇站
江高镇站位于中國广东省广州市白云区江高镇，是京广铁路下行线上的一座车站，离丰台站2,267公里，距广州站16公里，启用于1907年。车站为广州铁路集团管辖的四等站，主要担负京广下行线货运、旅客列车到发，同时办理少量货运业务，取送作业由江村站安排调机完成。车站设有正线1条、到发线1条，南北两座货场共设有货运线14条，并设有通往江村经济发展公司和中铁二十五局集团南方实业开发有限公司的专用线。